# Andra-hus
Le andra-hus (ou ahus ou ha'us) est une des langues des îles de l'Amirauté, parlée par 1 310 locuteurs en  province de Manus, dans les îles Andra et Hus. 